# George Howard, Baron Howard of Henderskelfe
George Anthony Geoffrey Howard, Baron Howard of Henderskelfe (* 22. Mai 1920 in London; † 27. November 1984) war ein britischer Politiker, Offizier und Medienmann.
George Howard war der jüngere Sohn des Unterhausabgeordneten Hon. Geoffrey Howard (1877–1935) aus dessen Ehe mit Hon. Ethel Christian Methuen (1889–1932) sowie Enkel des 9. Earl of Carlisle und des 3. Baron Methuen. Er besuchte das Eton College und studierte am Balliol College der Universität Oxford. Nach dem Studium trat er als Offizier der Green Howards (Alexandra, Princess of Wales’s Own Yorkshire Regiment) in die British Army ein, kämpfte im Zweiten Weltkrieg, wurde in Burma verwundet und erreichte den Rang eines Majors.
1947 wurde er Mitglied des County Council für das North Riding of Yorkshire. 1952 amtierte er als Friedensrichter für Yorkshire. Von 1969 bis 1984 war er Präsident der Country Landowners’ Association. Von 1980 bis 1983 war er Vorsitzender des BBC Board of Governors. Von seinem Vater hatte er das Anwesen Castle Howard in Henderskelfe in North Yorkshire geerbt, das er für die Öffentlichkeit zugänglich machte. 1981 wurde dort für die Fernsehproduktion Brideshead Revisited gefilmt. Am 1. Juli 1983 wurde er als Baron Howard of Henderskelfe, of Henderskelfe in the County of North Yorkshire, zum Life Peer erhoben und wurde dadurch Mitglied des britischen House of Lords.
Howard war seit 1949 mit Lady Cecilia Blanche Genevieve FitzRoy (1922–1974), der Tochter von Alfred FitzRoy, 8. Duke of Grafton, verheiratet. Mit seiner Gattin hatte er vier Söhne. 1984 starb Howard im Alter von 64 Jahren an Krebs.